# اترس‌هیم
اترس‌هیم (به هلندی: Etersheim) یک منطقهٔ مسکونی در هلند است که در Zeevang واقع شده‌است.